# Septa bibbeyi
Septa bibbeyi là một loài ốc biển săn mồi, là động vật thân mềm chân bụng sống ở biển trong họ Ranellidae, họ ốc tù và.

## Phân bố

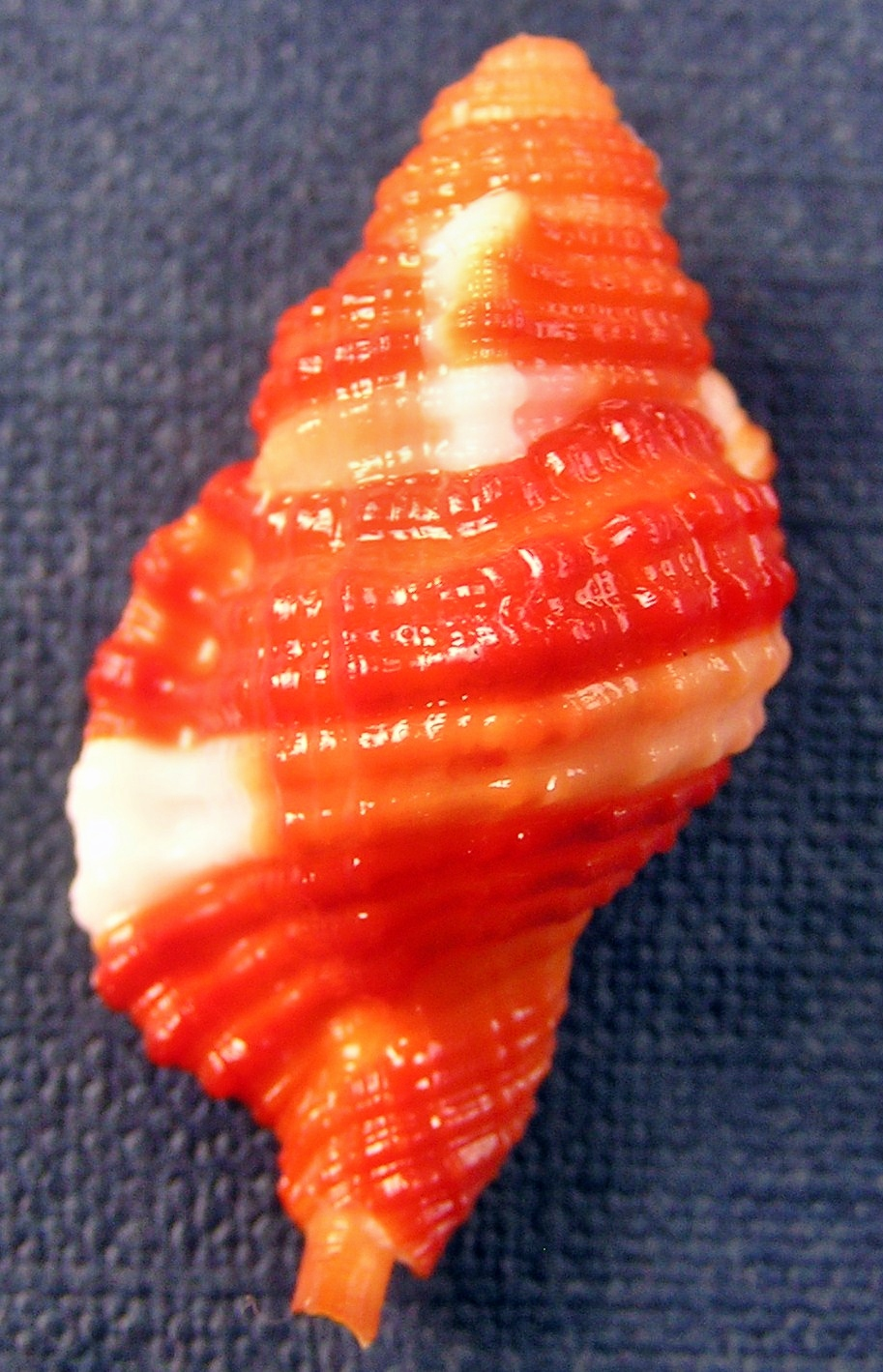
Septa bibbeyi, abapertural view

## Hình ảnh

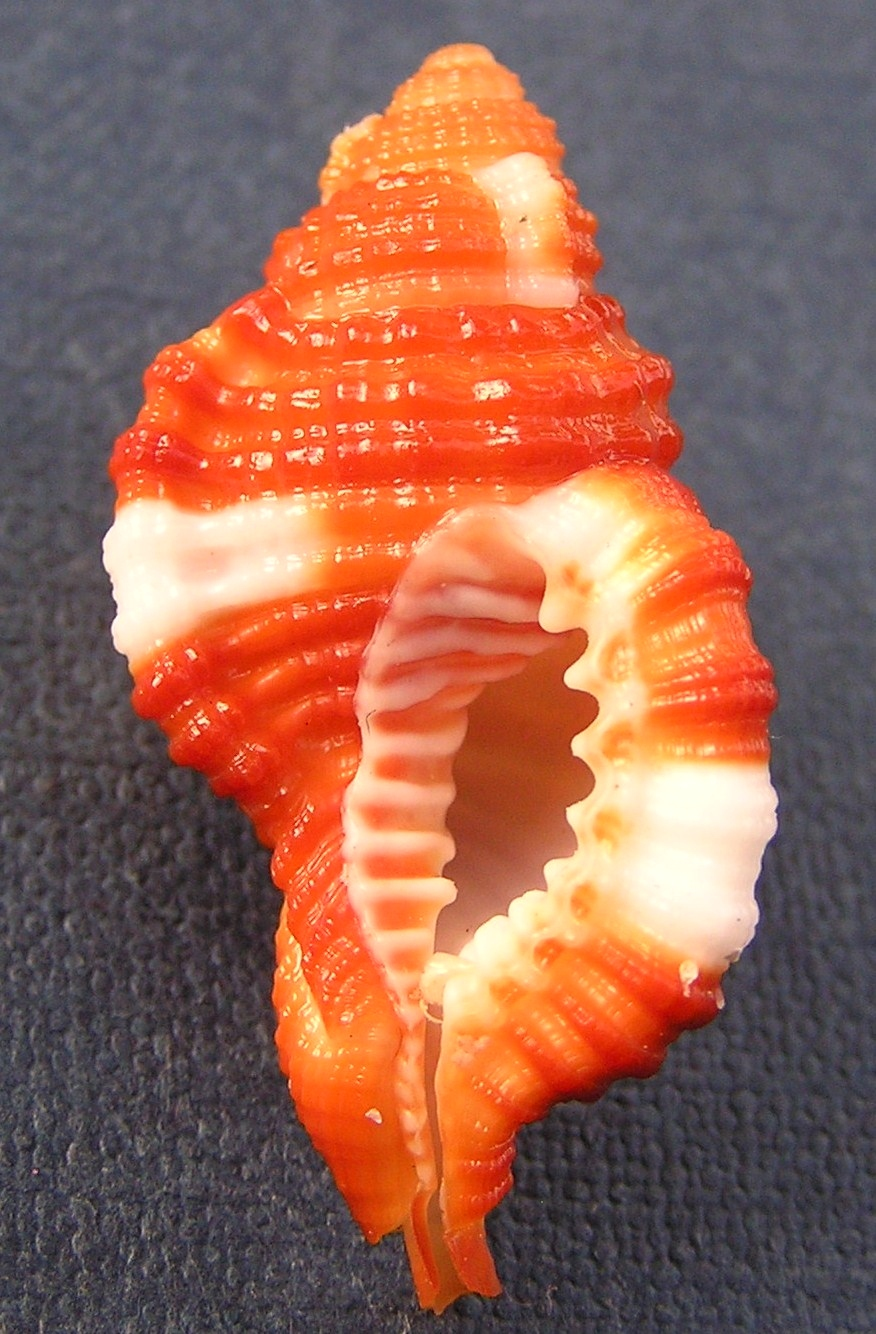